# Bruslîniv, Litîn
Bruslîniv (în ucraineană Бруслинів) este un sat în comuna Verbivka din raionul Litîn, regiunea Vinnița, Ucraina.

## Demografie
Componența lingvistică a localității Bruslîniv
     Ucraineană (99,39%)
     Alte limbi (0,61%)
Conform recensământului din 2001, majoritatea populației localității Bruslîniv era vorbitoare de ucraineană (99,39%), existând în minoritate și vorbitori de alte limbi.